# Axel C. Krieger
Axel Constantin Krieger (* 1969) ist ein deutscher Manager, der als Finanzvorstand der freenet AG tätig war und heute als Unternehmer aus der Schweiz verschiedene Firmen leitet. Er ist höchstinstanzlich wegen Insiderhandels mit Aktien der freenet AG verurteilt worden.

## Beruflicher Werdegang
Axel C. Krieger war von 1999 bis 2010 Finanzvorstand der freenet AG und in dieser Zeit an der starken Entwicklung des Konzerns, u. a. durch die Zusammenführung der Marken freenet, debitel und mobilcom, maßgeblich beteiligt. Er galt als enger Vertrauter des Vorstandsvorsitzenden Eckhard Spoerr, der 2009 bei freenet ausschied. Nach seinem Ausscheiden verlagerte Krieger seine Aktivitäten nach Wollerau in der Schweiz, wo er u. a. die Silver Eagle Trading AG leitet, mit der er in verschiedene Branchen investiert.

## Privates
Der in Deutschland geborene Krieger hat seinen Wohnsitz im schweizerischen Wollerau im Kanton Schwyz, einer Niedrigsteuerregion, in die sich auch viele Unternehmen mit deutschem Hintergrund zurückgezogen haben.

## Kritik
Im Sommer 2004 hat Krieger mit dem Verkauf von freenet Aktien einen sehr hohen Gewinn erlöst. Dabei soll er einen bevorstehenden Kursverlust auf Grund schlechter Geschäftsverläufe vorausgesehen und sich damit illegal einen Vorteil verschafft haben. Das Landgericht Hamburg sah es als erwiesen an, dass dieser Gewinn aus Aktien seines eigenen Unternehmens auf Insiderinformationen des Finanzvorstands beruhte und verurteilte ihn zu einer Geldstrafe von 300 Tagessätzen (insgesamt 120.000 Euro), womit Krieger als vorbestraft gilt. Weiterhin wurde ein Verfall von Vermögensvorteilen für den erzielten Gewinn aus dem Aktienverkauf angeordnet, wodurch durch das Gericht bei Krieger 700.000 Euro abgeschöpft werden sollten. Vor dem Bundesgerichtshof erreichte Krieger eine Reduzierung der Abschöpfung auf 324.000 Euro, das Strafmaß blieb ansonsten aber gleich.
Im Frühjahr 2018 wurde bekannt, dass Krieger von einer Tochtergesellschaft seines früheren Unternehmens freenet AG, der Media Broadcast GmbH, Antenneninfrastruktur für den Betrieb von UKW-Rundfunk erworben hat. Eine sich anschließende Eskalation um massive Preissteigerungen durch ihn und andere Investoren führte zu der Drohung, die Radioverbreitung für 10 Millionen Deutsche abzuschalten. Der von Krieger als Geschäftsführer geleiteten Deutsche UKW Infrastruktur- und Vermarktungs GmbH in Bad Kreuznach wird dabei vorgeworfen, eine reine Briefkastenfirma ohne Mitarbeiter oder Geschäftsbetrieb zu sein.